# Turnerochrysa
Turnerochrysa is een geslacht van insecten uit de familie van de gaasvliegen (Chrysopidae), die tot de orde netvleugeligen (Neuroptera) behoort.

## Soort
- T. mirifica Kimmins, 1935